# 박성훈 (작곡가)
박성훈(1951년~ )은 대한민국의 대중 음악 작곡가이자 트로트 히트 메이커이다.

## 생애
박성훈은 1951년에 태어나서 1976년부터 작곡 활동을 해 왔다.
1970년대 중반 부산에서 가수 '현철'등과 함께 '현철과 벌떼들'이라는 그룹을 결성하여 벌떼들 멤버로 활동하다가 1970년대 후반에 현철과 함께 서울로 올라와 '현철과 벌떼들' 활동을 한 바 있다.
이후 1980년대 초반 '벌떼들'에서 탈퇴한 이후로 전업 작곡가로서 본격 활동하였다.
1976년부터 대한민국의 많은 대중 가요들을 작곡했는데, 〈내 마음 별과 같이〉, 〈사랑은 나비인가봐〉, 〈싫다 싫어〉, 〈최고다 당신〉, 〈고장난 벽시계〉, 〈날 버린 남자〉등 많은 히트곡을 작곡했다.
작곡가 박현진,정의송,이호섭 등과 함께 대한민국의 많은 대중 가요 트로트를 작곡하며 트로트를 활성화 시킨 장본인이다.
전국노래자랑에서 심사를 걸출하게 잘 봐서, 딩동댕 아저씨라는 별명을 얻기도 했으며, 올해로 작곡 경력 43년을 맞이했다.
2016년부터 경상남도 창녕군에서 박성훈과 함께 하는 "창녕 양파 가요제"가 매년 개최되고 있다.

## 대표곡
1982년: 현철 - 《사랑은 나비인가봐》(작사: 박성훈/ 작곡: 박성훈)
1984년: 조한옥과 은날개 - 《침묵의 순간》(작사: 박성훈/ 작곡: 박성훈)
1986년: 현철 - 《내 마음 별과 같이》(작사: 주일청/ 작곡: 임택수, 박성훈)
1986년: 주현미 - 《첫정》(작사: 박성훈/ 작곡: 박성훈)
1989년: 염수연 - 《사랑의 자리》(작사: 최동일/ 작곡: 박성훈)
1990년: 현철 - 《싫다 싫어》(작사: 이호섭/ 작곡: 박성훈)
1990년: 하춘화 - 《날 버린 남자》(작사: 박정환/ 작곡: 박성훈)
1992년: 현지 - 《남자여》(작사: 장경수/ 작곡: 박성훈)
1993년: 현철 - 《보고싶은 여인》(작사: 김명수/ 작곡: 박성훈)
1993년: 주현미 - 《첫사랑》(작사: 박정환/ 작곡: 박성훈)
1994년: 현지 - 《똠방각하》(작사: 현지/ 작곡: 박성훈)
1995년: 전미경 - 《장녹수》(작사: 임택수/ 작곡: 박성훈)
1998년: 김국환 - 《바람같은 사람》(작사: 장경수/ 작곡: 박성훈)
1998년: 하춘화 - 《인생》(작사: 김석야/ 작곡: 박성훈)
1999년: 한혜진 - 《서울의 밤》(작사: 박웅, 박성훈/ 작곡: 박성훈)
1999년: 이효정 - 《우리 어머니》(작사: 이효정/ 작곡: 박성훈)
1999년: 전미경 - 《해바라기꽃》(작사: 최원선/ 작곡: 박성훈)
1999년: 임선택 - 《대추나무 사랑걸렸네》(작사: 양근승/ 작곡: 박성훈)
2000년: 하춘화 - 《따로 따로 사랑》(작사: 박정환/ 작곡: 박성훈)
2000년: 장민 - 《조약돌 사랑》(작사: 박성훈/ 작곡: 박성훈)
2001년: 강민주 - 《톡톡쏘는 남자》(작사: 김상길/ 작곡: 박성훈)
2001년: 유지나 - 《저 하늘 별을 찾아》(작사: 박성훈/ 작곡: 박성훈)
2001년: 이태호 - 《내 생에 못잊을 사람》(작사: 박성훈/ 작곡: 박성훈)
2001년: 이자연 - 《만남과 이별》(작사: 박정환/ 작곡: 박성훈)
2002년: 이혜리 - 《당신은 바보야》(작사: 이길언/ 작곡: 박성훈)
2002년: 태진아 - 《사랑은 장난이 아니야》(작사: 김정혜/ 작곡: 박성훈)
2003년: 하춘화 - 《남의 속도 모르면서》(작사: 조영창/ 작곡: 박성훈)
2003년: 태진아 - 《바보》(작사: 이루/ 작곡: 박성훈)
2003년: 김용임 - 《사랑의 밧줄》(작사: 김상길/ 작곡: 박성훈)
2004년: 전미경 - 《남자는 속으로 운다》(작사: 김상길/ 작곡: 박성훈)
2004년: 이효정 - 《가지말아요》(작사: 윤정/ 작곡: 박성훈)
2004년: 윤천금- 《천사같은 아내》(작사: 이청진/ 작곡: 박성훈)
2005년: 현자 - 《사랑을 몰랐네》(작사: 윤정/ 작곡: 박성훈)
2005년: 나훈아 - 《고장난 벽시계》(작사: 윤중민/ 작곡: 박성훈)
2005년: 최유나 - 《느낌》(작사: 주영자, 윤정/ 작곡: 박성훈)
2005년: 현당 - 《사랑합니다》(작사: 홍성은, 박정환/ 작곡: 박성훈)
2006년: 송미나 - 《웃고 살자》(작사: 김두조/ 작곡: 박성훈)
2006년: 이자연 - 《불타는 사랑》(작사: 김종삼, 이승규/ 작곡: 박성훈)
2006년: 이혜리 - 《12시에 만납시다》(작사: 이철민/ 작곡: 박성훈)
2006년: 강민주 - 《로맨스 사랑》(작사: 정지현/ 작곡: 박성훈)
2006년: 최유나 - 《별난 사람》(작사: 김순곤/ 작곡: 박성훈)
2007년: 권성희 - 《하이난 사랑》(작사: 정지현/ 작곡: 박성훈)
2007년: 배금성 - 《벌나비 꽃나비》(작사: 박성훈/ 작곡: 박성훈)
2008년: 안다미 - 《꽃망울》(작사: 박성훈/ 작곡: 박성훈)
2008년: 이자연 - 《반반》(작사: 정지현/ 작곡: 박성훈)
2008년: 김국환 - 《인생은 직진이야》(작사: 현주/ 작곡: 박성훈)
2009년: 이혜리 - 《모르나봐》(작사: 이하영/ 작곡: 박성훈)
2009년: 이자연 - 《그리움》(작사: 박성훈/ 작곡: 박성훈)
2009년: 문연주 - 《잡지마》(작사: 정환/ 작곡: 박성훈)
2011년: 주현미 - 《사랑이 오네》(작사: 박성훈/ 작곡: 박성훈)
2012년: 안다미 - 《새빨간 거짓말》(작사: 박성훈/ 작곡: 박성훈)
2012년: 태진아 - 《사랑은 눈물이라 말하지》(작사: 태진아/ 작곡: 박성훈, 태진아)
2013년: 김혜연 - 《최고다 당신》(작사: 서판석/ 작곡: 박성훈)
2014년: 이자연 - 《백세시대》(작사: 우철, 이자연/ 작곡: 박성훈)
2016년: 박상철 - 《항구의 남자》(작사: 진운, 박진복/ 작곡: 박성훈)